# Gamblea
Gamblea là chi thực vật có hoa trong họ Araliaceae.

## Hình ảnh

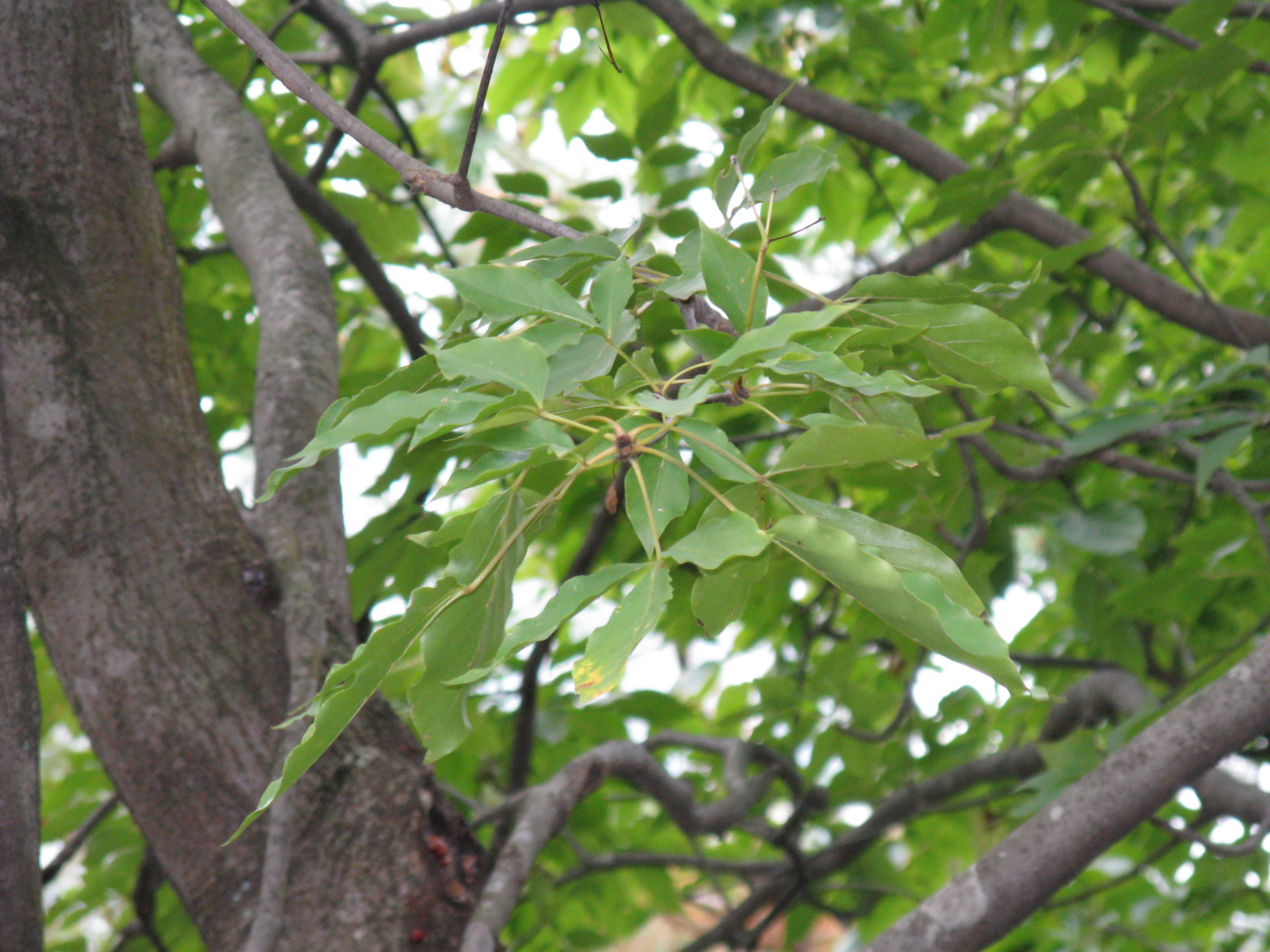